# Данько Володимир Григорович
Данько Володимир Григорович (15 квітня 1934, Челябінськ — 10 березня 2022, Харків)  — доктор технічних наук, професор, фахівець в галузі електротехніки, надпровідності, генераторобудування, лауреат премії НАН України ім. Г. Ф. Проскури, завідувач кафедри загальної електротехніки Національного технічного університету «Харківський політехнічний інститут».

## Біографія
Володимир Данько народився в Челябінську (РСФСР) в сім'ї робітників. Його батьки працювали на Челябінському тракторному заводі, до якого були відряджені з Харківського тракторного заводу для участі в налагодженні виробництва тракторів. У 1949 р. його родина повернулась до Харкова, де він після закінчення в 1951 р. середньої школи вступив до Харківського авіаційного інституту. У 1957 р. отримав диплом з відзнакою за спеціальністю «Інженер-механік авіамоторобудування».

## Професійна діяльність
Тривалий час працював у науково-дослідному інституті заводу «Електроважмаш» на різних посадах (1957—1983 р.р.), в тому числі директором (1978—1982 р.р.).
У 1983—2017 р.р. — завідувач кафедри загальної електротехніки Національного технічного університету «Харківський політехнічний інститут».

## Наукова діяльність
Перший етап наукової діяльності Володимира Данька пов'язаний із дослідженням нагріву і охолодження великих електричних машин. За результатами цієї роботи, зокрема вдалося на 10 % підвищити ефективність головного приводу блюмінгу заводу «Азовсталь». Проведені дослідження лягли в основу його кандидатської дисертації (1964 р.).
Як провідний спеціаліст брав участь у розробці турбогенераторів потужністю 200, 300 і 500 МВт. За його безпосередньої участі створені гідрогенератори, у тому числі капсульного типу, для Київської ГЕС, а також унікальні машин постійного струму для прокатних станів й вугільної промисловості. Він розробив перспективні методики розрахунку температурних полів в електричних машинах різноманітного призначення. На базі виконаних досліджень у 1971 році захистив докторську дисертацію на тему «Теоретичні і експериментальні дослідження нагріву великих електричних машин».
Другий етап наукової діяльності Володимира Данька пов'язаний з технічним використанням надпровідності. Професор Данько В. Г. одним з перших у світі почав займатися проблемами використання надпровідності в електричних машинах. Йому належить теоретичне обґрунтування вибору оптимальної конструкції кріотурбогенераторів з надпровідниковими обмотками збудження, оцінка ефективності їх електромагнітного екранування. Під його керівництвом та за його безпосередньої участі створено макети і дослідні зразки кріогенних електричних машин з використанням надпровідності.
Він був одним з авторів конструкції створеного у НДІ «Електроважмаш» дослідного кріотурбогенератора потужністю 200 кВт, працездатність якого була підтверджена у ході випробувань, проведених спільно з фізико-технічним інститутом низьких температур АН УРСР. Принципи, які були закладені в цю конструкцію широко використовуються у наступних розробках в Україні і за її межами.
На базі теоретичного і практичного обґрунтування проф. Данько В. Г. розробив рекомендації по створенню дослідно-промислового зразка прокатного кріодвигуна потужністю 10 МВт і кріотурбогенератора потужністю 300 МВт. У 1990 році обґрунтував концепцію повністю надпровідникової синхронної машини без феромагнітного осердя із зовнішнім надпровідниковим екраном й отримав експериментальне підтвердження її працездатності.
За цикл праць з дослідження електромагнітних полів у потужних турбогенераторах і електричних машинах з використанням надпровідності був удостоєний премії імені Г. Ф. Проскури АН УРСР в співавторстві з академіком НАНУ Г. Г. Счастлівим та проф. О. І. Титком (1979 р.).
Третій етап наукової діяльності Володимира Данька пов'язаний з розробкою нетрадиційних лінійних електромеханічних перетворювачів ударної дії.
За його безпосередньої участі був створений повномасштабний дослідно-промисловий макет лінійного синхронно-вентильного двигуна, призначеного для розгону літаючих апаратів корабельного базування. Під його керівництвом було теоретично обґрунтовано новий клас кріогенних машин — лінійних імпульсних електродвигунів індукційного типу з кріорезистивними обмотками, які забезпечують високі швидкості на короткій активній ділянці і витримують значні ударні навантаження при малих переміщеннях. Крім того під його керівництвом проводяться роботи з теоретичного обґрунтування концепції надпровідникового швидкодіючого обмежувача струму короткого замикання.
Професор В. Г. Данько опублікував 190 наукових праць і методичних розробок, в тому числі 4 монографії і 3 навчальних посібника. Він є автором 62 авторських свідоцтв і патентів України і Росії на винаходи, одним із засновників і першим головним редактором науково-практичного журналу «Електротехніка і електромеханіка».
Проф. В. Г. Данько був багаторічним головою докторської спеціалізованої вченої ради при НТУ «ХПІ» за спеціальностями «Електричні машини і апарати» та «Техніка сильних електричних і магнітних полів», а також одним із засновників Міжнародного симпозіуму «Проблеми удосконалення електричних машин і апаратів. Теорія і практика (SIEMA)», який щорічно проходить у Харкові, починаючи з 2000 року. Член IEEE з 1991 року. Відзначений почесним знаком «Відмінник вищої школи».